# Ельжбета Плещинська
Ельжбе́та Плещи́нська (нар. 20 березня 1933) — польська статистик, професор активістка руху за права інвалідів.

## Біографія
Плещинська здобула ступінь магістра математики у Варшавському університеті на факультеті математики, фізики та хімії в 1956 році. Вона займала посаду в Інституті математики ПАН до 1972 року, отримала ступінь доктора філософії в 1965 р. в області дискримінантного аналізу. Її абілітаційна робота під назвою «Проблеми оцінки тенденцій при аналізі часових рядів» була прийнята в 1973 р.
У 1967/8 вона була дослідником в Університеті Уельсу (Велика Британія), а в 1971/2 — в Монреальському університеті. У 1973 році переїхала до Інституту обчислювальних наук ПАН. У 1977, 1979 та 1989 роках вона була нагороджена Польською академією наук. У 1981 році відвідала Італію на запрошення CNR. У 1990-х роках розпочала (разом зі своєю командою) так званий аналіз даних класів, науку про застосування методів копули та рангових розрядів до проблем кореспонденції та кластерного аналізу разом із виявленням сторонніх факторів. У 1993 р. Президент Республіки Польща присвоїв Ельжбеті Плещинській звання професора в галузі математики. У 2000 році вона була запрошеним консультантом Кембриджського університету .
В Інституті комп'ютерних наук PAS вона багато років була керівником відділу статистичного аналізу даних. Згідно з польським законодавством, професори PAS повинні вийти на пенсію у віці 70 років Вихід на пенсію у 2003 році не зупинив її наукову та громадську діяльність.

### Наукові погляди
Проф. Плещинська відома критикою класичного статистичного підходу. Класичні параметричні методи, такі як коефіцієнт кореляції Пірсона або метод найменших квадратів, дають порівнянні результати лише для порівняльних типів розподілу. Параметричні статистичні тести виводяться з припущень про розподіл. Класичні методи не вдаються, якщо вхідні дані містять сильні відхилення, і інтерпретація їх результатів повинна бути різною для різних типів розподілу. На практиці основні припущення часто не перевіряються, до того ж вони завжди порушуються — у реальному світі немає нормального розподілу, оскільки кожна реальна змінна обмежена (наприклад, люди не можуть бути –170 см або +2 км заввишки), а нормальний розподіл передбачає позитивну щільність ймовірності для кожного дійсного числа. У більшості випадків реальний розподіл є похилим або дискретним, що не заважає людям використовувати звичайні методи розподілу. Параметричні методи завжди відпрацьовують умови їх використання. Проте їх результати вважаються достовірними, що призводить до «наукової» перевірки хибної гіпотези.

### Вибрані твори
- Kowalczyk, Teresa; Pleszczyńska, Elżbieta; Ruland, Fred (2004). Grade Models and Methods for Data Analysis with Applications for the Analysis of Data Populations. Studies in Fuzziness and Soft Computing. Т. 151. Berlin Heidelberg New York: Springer Verlag. doi:10.1007/978-3-540-39928-5. ISBN 3-540-21120-9. ISSN 1434-9922.
- Pleszczyńska, Elżbieta; Szczesny, Wiesław (2002). Grade exploratory methods applied to some medical data sets. Т. 22, 1. Biocybernetics and Biomedical Engineering. с. 17—30.
- Pleszczyńska, Elżbieta; Szczesny, Wiesław; Grzegorek, Maria (June 2002). Clustering Respondents in Clinical Databases Using Ordered Grade Clustering. У Bobrowski L. (ред.). Lecture Notes of the ICB Seminars Statistics and Clinical Practice. Warszawa: International Center of Biocybernetics, 64–69.
- Bromek, T. (1991). Pleszczyńska, E. (ред.). Statistical inference. Theory and practice. Warszawa, Kluwer Dordrecht: PWN.

## Соціальна робота
Ельжбета Плещинська заснувала у Варшаві (вересень 1990 р.) Фонд підтримки людей з фізичними вадами. Протягом багатьох років вона є головою Фонду.
Фонд під її керівництвом зацікавлений у професійній реабілітації людей з обмеженими фізичними можливостями (не тільки математиків та спеціалістів), заснованих на комп'ютерних техніках.
У своїх періодичних звітах Плещинська постійно акцентувала увагу громадської думки на правах інвалідів.

## Особисте життя
У неї є син Кшиштоф Лескі, журналіст, та двоє онуків. Проживала у варшавському районі Воля.